# کلاودیا همپل
کلاودیا همپل (آلمانی: Claudia Hempel؛ زادهٔ ۲۵ سپتامبر ۱۹۵۸) شناگر اهل آلمان بود.